# Corriemulzie
Corriemulzie est un village d'Écosse, situé dans l'Aberdeenshire, entre Braemar et Inverey.

## Géographie
Situé sur le Linn O' Dee, il reste peu de bâtiments, ce qui pourrait faire considérer le village comme un hameau.

## Personnalité liée à la commune
- Johann von Lamont (1805-1879), y est né.

## Galerie

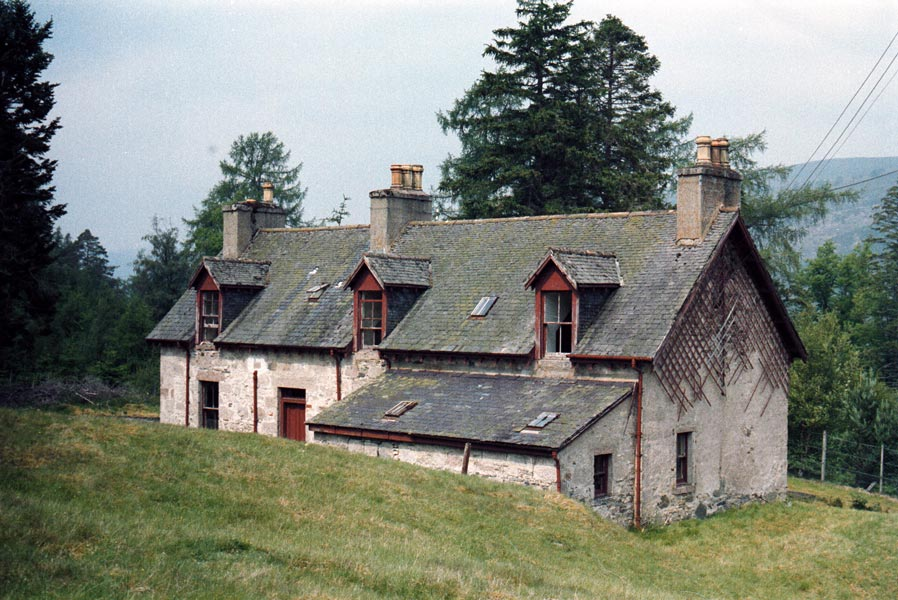
Ancienne maison
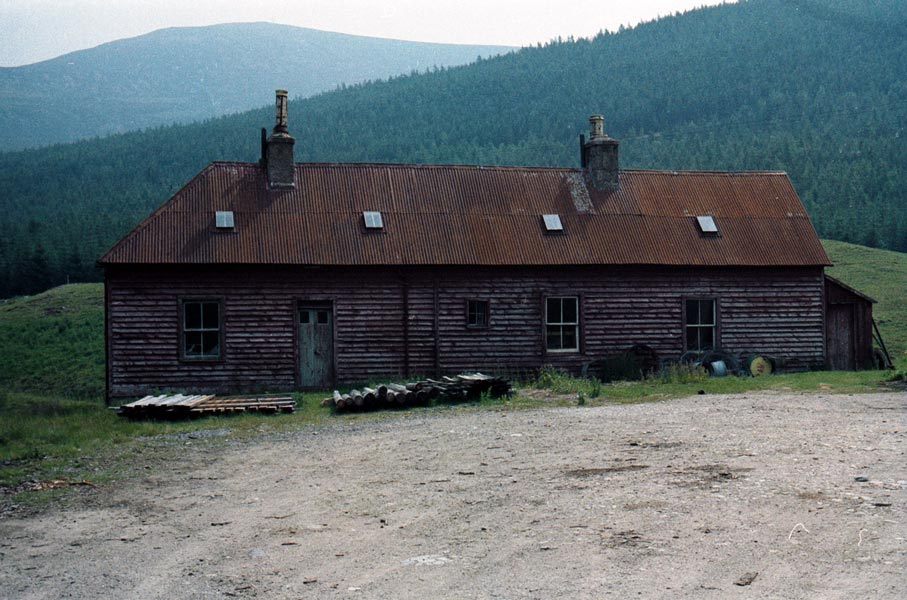
Ancienne scierie
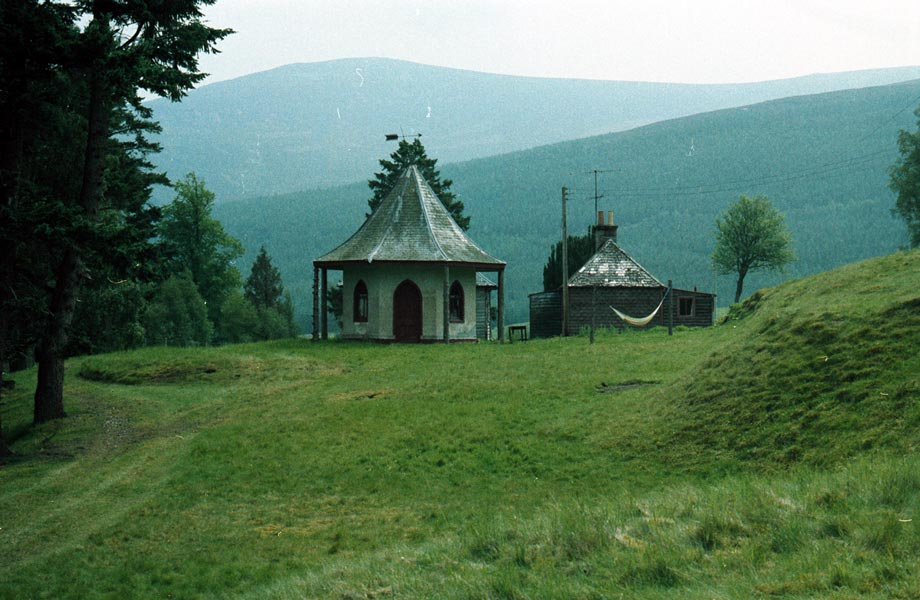
Ancien moulin